# Tsegaye Desta
Tsegaye Desta est un ancien joueur et entraîneur éthiopien de football.

## Biographie
En juin 2007, Tsegaye Desta est nommé par les dirigeants de la fédération au poste de sélectionneur de l'équipe nationale, à la suite de l'intérim assuré par Tesfaye Fetene. Sa mission est de terminer la campagne qualificative pour la CAN 2008, où l'Éthiopie, engagée dans le groupe 10, a encore trois rencontres à disputer.
Pour sa première rencontre en tant que sélectionneur, Desta voit ses hommes s'imposer au stade d'Addis-Abeba face à la République démocratique du Congo et peut encore croire en la qualification, puisque les Éthiopiens remontent à la 2e place du groupe, à égalité avec la Namibie et à un point des Congolais. Malheureusement, la fin des éliminatoires va voir le rêve de rejoindre le tournoi continental se briser avec deux défaites lors des deux derniers matchs : la première en Libye (1-0) prive mathématiquement les Walya de qualification pour le Ghana tandis que la seconde, sur le score de trois buts à deux, subie à domicile face à la Namibie, les envoie à la dernière place du groupe et permet aux Namibiens de décrocher la qualification pour la CAN et ce, pour la première fois de son histoire.
En fin d'année 2007, l'objectif de la fédération est de bien figurer en Coupe CECAFA des nations, une compétition que l'Éthiopie a déjà remporté à quatre reprises. Là encore, l'échec est cuisant pour Desta puisque la sélection va être éliminée dès la phase de poule, terminant à la troisième place, devancée par la sélection de Zanzibar et le Soudan sans gagner une seule rencontre (un nul et une défaite).
Cette deuxième contre-performance entraîne la décision des dirigeants éthiopiens de mettre fin au contrat les liant avec le technicien. Il est remplacé en janvier 2008 par Abraham Teklehaymanot. Son bilan à la tête de l'équipe d'Éthiopie est donc d'une victoire, un match nul et trois revers en cinq rencontres.